# توکسبوری، ۱۲۸۵۵
سیارک ۱۲۸۵۵ (به انگلیسی: 12855 Tewksbury، نامگذاری:1998HS32) دوازده هزار و هشتصد و پنجاه و پنجمین سیارک کشف شده‌است که در ۲۰ آوریل ۱۹۹۸ کشف شد.
قدر مطلق سیارک برابر ۱۷.۸ است.